# Charles Bourseul
Charles Bourseul, född 28 april 1829 i Bryssel i Belgien, död 23 november 1912 i Saint-Céré i Lot i Frankrike, var en fransk uppfinnare.
Bourseul var telegrafinspektör i Auch. 1854 framlade han förslag till elektrisk talöverföring i telegraflinjen, enligt samma princip som blev grundläggande för den 22 år senare av Alexander Graham Bell uppfunna telefonen. Bourseuls projekt blev på sin tid avfärdat som en fantastisk tanke, men i Frankrike kom han att betraktas som telefonens verklige uppfinnare, och har i vissa facktidskrifter erkänts som sådan.